# Журавель Володимир Андрійович
Володи́мир Андрійович Жураве́ль (нар. 7 березня 1956, місто Дніпропетровськ (зараз — місто Дніпро), Україна — український правознавець, фахівець у галузі кримінального права. Доктор юридичних наук (1999), професор (2003). Академік Національної академії правових наук України (2017). Президент Національної академії правових наук України з 2023 року. Професор кафедри криміналістики Національного юридичного університету імені Ярослава Мудрого. В. о. члена Національної академії наук України.

## Біографія
Народився 7 березня 1956 р. у м. Дніпропетровськ (нині — м. Дніпро). У 1980 р. закінчив Харківський юридичний інститут (нині — Національний юридичний університет імені Ярослава Мудрого), де залишився працювати. В Університеті пройшов шлях від асистента до професора кафедри криміналістики.
1984 р.— захистив дисертацію на здобуття наукового ступеня кандидата юридичних наук за темою «Допит потерпілого та використання його показань для побудови методики розслідування окремих видів злочинів» (спеціальність 12.00.09).
1999 р. — захистив дисертацію на здобуття наукового ступеня доктора юридичних наук за темою «Теорія та методологія криміналістичного прогнозування» (спеціальність 12.00.09).
2003 р. — отримав вчене звання професора.
2009 р. — обраний членом-кореспондентом Академії правових наук України (нині — Національна академія правових наук України).
2017 р. — обраний дійсним членом (академіком) Національної академії правових наук України.
3 березня 2016 р. по березень 2021 р. — головний учений секретар Національної академії правових наук України. З березня 2021 р. — перший віцепрезидент Національної академії правових наук України, з вересня 2022 р. по червень 2023 р. — в. о. президента Національної академії правових наук України, з 9 червня 2023 р. — президент Національної академії правових наук України.
Голова редакційної колегії наукового юридичного журналу «Вісник Національної академії правових наук України», член редакційної ради журналу «Право України», редакційних колегій наукових видань «Теорія та практика судової експертизи і криміналістики», «Щорічник українського права», «Криміналіст першодрукований», «Administrativa un Kriminala Justicija» (Латвія). Член спеціалізованої вченої ради Національного юридичного університету імені Ярослава Мудрого. Член Науково-консультативної ради Конституційного Суду України з 2019 р.

## Наукова діяльність
Напрямки наукової діяльності:
- Кримінальне право
- Юридична психологія
- Криміналістика

Напрями наукових досліджень — загальна теорія криміналістики, криміналістичні методики, юридична психологія, тактико-психологічні основи досудового розслідування та провадження окремих слідчих або розшукових дій, криміналістичне прогнозування. Особисто та у співавторстві оприлюднив більше 300 наукових та науково-методичних праць. Серед них: «Проблеми теорії та методології криміналістичного прогнозування: монографія» (1999), «Криміналістика. Криміналістична тактика і методика розслідування злочинів: підручник» (1998), «Криминалистика. Криминалистическая тактика и методика расследования преступлений: учебник» (2001), «Криміналістика: підручник» (2001, 2004, 2005, 2008, 2016), «Настільна книга слідчого: Науково-практичне видання для слідчих і дізнавачів» (2003, 2007, 2011), «Розслідування легалізації (відмивання) доходів, одержаних злочинним шляхом: науково-практичний посібник» (2005), «Криміналістична профілактика економічних злочинів: науково-практичний посібник» (2006), «Розслідування злочинів у сфері господарської діяльності: окремі криміналістичні методики: монографія» (2006), «Керівництво з розслідування злочинів: науково-практичний посібник» (2009), «Проблеми забезпечення ефективності діяльності органів кримінального переслідування в Україні: монографія» (2010), «Криміналістичні методики: сучасні наукові концепції: монографія» (2012), «Правова доктрина України: у 5 т. Т. 5: Кримінально-правові науки в Україні: стан, проблеми та шляхи розвитку» (у співавт., 2013 (укр.), 2018 (англ.), «Розслідування злочинів корупційної спрямованості: науково-практичний посібник» (2013), «Энциклопедия криминалистики в лицах» (2014), «Textbook of criminalistics. Volume 1: General Theory» (2016), «Інноваційні засади техніко-криміналістичного забезпечення діяльності органів кримінальної юстиції: монографія» (2017), «Велика українська юридична енциклопедія: у 20 т. Т.3: Загальна теорія права; Т.20: Криміналістика, судова експертиза, юридична психологія» (у співавт., 2017, 2018), «Загальна теорія криміналістики: ґенеза та сучасний стан: монографія» (2021), «Правова наука України: сучасний стан, виклики та перспективи розвитку» (2021).
Брав участь у створенні проєктів: Кримінального процесуального кодексу України, законів України «Про запобігання корупції», «Про наукову і науково-технічну діяльність», «Про державне бюро розслідування», «Про приватну детективну (розшукову) діяльність», Концепції реформування кримінальної юстиції України, «Державної програми щодо запобігання і протидії корупції на 2011—2015 роки», Планів заходів з реалізації «Концепції державної політики у сфері боротьби з організованою злочинністю», «Стратегії державної політики щодо наркотиків на період до 2020 року».

### Деякі праці
- Журавель, В. А. Криминалистическая прогностика: задачи и функции / В. А. Журавель // Проблеми законності: респ. міжвідом. наук. зб. — Харків, 1998. — Вип. 33. — С. 158—165 http://dspace.nlu.edu.ua/handle/123456789/9246
- Журавель В. Криміналістична класифікація злочинів: засади формування та механізм застосування / В. Журавель // Вісник Академії правових наук України. — Харків, 2002. — № 3(30). — С. 160—166 http://dspace.nlu.edu.ua/handle/123456789/4642
- Журавель В. Інформаційне забезпечення процесу розслідування: шляхи та засоби / В. Журавель // Вісник Академії правових наук України. 2004 р. — № 2(37). — Харків, 2004. — С. 175—179 http://dspace.nlu.edu.ua/handle/123456789/5006
- Журавель В. А. Принципи формування окремих криміналістичних методик розслідування злочинів / В. А. Журавель // Вісник Академії правових наук України: зб. наук. пр. — Харків, 2011. — № 1. — С. 173—183 http://dspace.nlu.edu.ua/handle/123456789/7478
- Журавель В. Науковий пошук у криміналістиці: засоби та шляхи здійснення / В. Журавель // Вісник Академії правових наук України. — Харків, 2002. — № 2(29). — С. 166—172 http://dspace.nlu.edu.ua/handle/123456789/4679
- Журавель В. А. Актуальні проблеми криміналістичної методики розслідування злочинів / В. А. Журавель // Проблеми законності. — Вип. 100. — Харків: Нац. юрид. акад. України ім. Я. Мудрого, 2009. — С. 362—375 http://dspace.nlu.edu.ua/handle/123456789/2345
- Автоматизовані інформаційні системи як засіб удосконалення розслідування вбивств / В. Ю. Шепітько, В. А. Журавель // Вісник Національної академії правових наук України : зб. наук пр. – 2017. – № 1. – С. 161-172.
- Журавель В. А. Алгоритми в криміналістиці / В. А. Журавель // Велика українська юридична енциклопедія : у 20 т. / Нац. акад. прав. наук України, Ін-т держави і права ім. В. М. Корецького НАН України, Нац. юрид. ун-т ім. Ярослава Мудрого; редкол.: В. Я. Тацій (голова) [та ін.]. – Харків : Право, 2016–2018. – Т. 20 : Криміналістика, судова експертиза, юридична психологія : 1199 ст. / [редкол.: В. Ю Шепітько та ін.]. – 2018. – С. 20-22.
- Журавель В. А. Аналіз віктимологічний / В. А. Журавель, О. І. Резнікова.// Велика українська юридична енциклопедія : у 20 т. / Нац. акад. прав. наук України, Ін-т держави і права ім. В. М. Корецького НАН України, Нац. юрид. ун-т ім. Ярослава Мудрого; редкол.: В. Я. Тацій (голова) [та ін.]. - Харків : Право, 2016-2018. – Т. 20 : Криміналістика, судова експертиза, юридична психологія : 1199 ст. / [редкол.: В. Ю Шепітько та ін.]. – 2018. – С. 25-27.
- Журавель В. А. Вбивство матір'ю своєї новонародженої дитини / В. А. Журавель. //  Велика українська юридична енциклопедія : у 20 т. / Нац. акад. прав. наук України, Ін-т держави і права ім. В. М. Корецького НАН України, Нац. юрид. ун-т ім. Ярослава Мудрого; редкол.: В. Я. Тацій (голова) [та ін.]. - Харків : Право, 2016 – 2018. – Т. 20 : Криміналістика, судова експертиза, юридична психологія : 1199 ст. / [редкол.: В. Ю Шепітько та ін.]. – 2018. – С. 71-73.
- Журавель В. А. Вимагання / В. А. Журавель. //  Велика українська юридична енциклопедія : у 20 т. / Нац. акад. прав. наук України, Ін-т держави і права ім. В. М. Корецького НАН України, Нац. юрид. ун-т ім. Ярослава Мудрого; редкол.: В. Я. Тацій (голова) [та ін.]. – Харків : Право, 2016 - 2018. – Т. 20 : Криміналістика, судова експертиза, юридична психологія : 1199 ст. / [редкол.: В. Ю Шепітько та ін.]. – 2018. – С. 95-97.
- Журавель В. А. Відмова у проведенні експертизи / В. А. Журавель. //   Велика українська юридична енциклопедія : у 20 т. / Нац. акад. прав. наук України, Ін-т держави і права ім. В. М. Корецького НАН України, Нац. юрид. ун-т ім. Ярослава Мудрого; редкол.: В. Я. Тацій (голова) [та ін.]. – Харків : Право, 2016 - 2018. – Т. 20 : Криміналістика, судова експертиза, юридична психологія : 1199 ст. / [редкол.: В. Ю Шепітько та ін.]. – 2018. – С. 106.
- Журавель В. А. Віктимологія криміналістична / В. А. Журавель, О. І. Резнікова //  Велика українська юридична енциклопедія : у 20 т. / Нац. акад. прав. наук України, Ін-т держави і права ім. В. М. Корецького НАН України, Нац. юрид. ун-т ім. Ярослава Мудрого; редкол.: В. Я. Тацій (голова) [та ін.]. - Харків : Право, 2016 - 2018. - Т. 20 : Криміналістика, судова експертиза, юридична психологія : 1199 ст. / [редкол.: В. Ю Шепітько та ін.]. - 2018. –   С. 110-112.
- Журавель В. А. Діагностика криміналістична / В. А. Журавель  //  Велика українська юридична енциклопедія : у 20 т. / Нац. акад. прав. наук України, Ін-т держави і права ім. В. М. Корецького НАН України, Нац. юрид. ун-т ім. Ярослава Мудрого; редкол.: В. Я. Тацій (голова) [та ін.]. – Харків : Право, 2016 - 2018. – Т. 20 : Криміналістика, судова експертиза, юридична психологія : 1199 ст. / [редкол.: В. Ю Шепітько та ін.]. – 2018. – С. 168-170.
- Журавель В. А. Дія слідча (розшукова) / В. А. Журавель  //  Велика українська юридична енциклопедія : у 20 т. / Нац. акад. прав. наук України, Ін-т держави і права ім. В. М. Корецького НАН України, Нац. юрид. ун-т ім. Ярослава Мудрого; редкол.: В. Я. Тацій (голова) [та ін.]. – Харків : Право, 2016 - 2018. - Т. 20 : Криміналістика, судова експертиза, юридична психологія : 1199 ст. / [редкол.: В. Ю Шепітько та ін.]. - 2018. – С. 176-179.
- Журавель В. А. Допит свідка / В. А. Журавель //  Велика українська юридична енциклопедія : у 20 т. / Нац. акад. прав. наук України, Ін-т держави і права ім. В. М. Корецького НАН України, Нац. юрид. ун-т ім. Ярослава Мудрого; редкол.: В. Я. Тацій (голова) [та ін.]. – Харків : Право, 2016 - 2018. – Т. 20 : Криміналістика, судова експертиза, юридична психологія : 1199 ст. / [редкол.: В. Ю Шепітько та ін.]. - 2018. – С. 202-203.
- Журавель В. А. Затримання – один із запобіжних заходів примусового характеру / В. А. Журавель  //  Велика українська юридична енциклопедія : у 20 т. / Нац. акад. прав. наук України, Ін-т держави і права ім. В. М. Корецького НАН України, Нац. юрид. ун-т ім. Ярослава Мудрого; редкол.: В. Я. Тацій (голова) [та ін.]. – Харків : Право, 2016 - 2018. – Т. 20 : Криміналістика, судова експертиза, юридична психологія : 1199 ст. / [редкол.: В. Ю Шепітько та ін.]. – 2018. – С. 302-305.
- Журавель В. А. Злочини корупційної спрямованості / В. А. Журавель  //  Велика українська юридична енциклопедія : у 20 т. / Нац. акад. прав. наук України, Ін-т держави і права ім. В. М. Корецького НАН України, Нац. юрид. ун-т ім. Ярослава Мудрого; редкол.: В. Я. Тацій (голова) [та ін.]. - Харків : Право, 2016 - 2018. – Т. 20 : Криміналістика, судова експертиза, юридична психологія : 1199 ст. / [редкол.: В. Ю Шепітько та ін.]. – 2018. – С. 322-323.
- Журавель В. Зміст та структура загальної теорії криміналістики / В. Журавель // Вісник Національної академії правових наук України : зб. наук пр. – 2016. – № 2. – С. 91-108.
- Журавель В. А. Крадіжка – таємне викрадення чужого майна / В. А. Журавель //  Велика українська юридична енциклопедія : у 20 т. / Нац. акад. прав. наук України, Ін-т держави і права ім. В. М. Корецького НАН України, Нац. юрид. ун-т ім. Ярослава Мудрого; редкол.: В. Я. Тацій (голова) [та ін.]. - Харків : Право, 2016 - 2018. – Т. 20 : Криміналістика, судова експертиза, юридична психологія : 1199 ст. / [редкол.: В. Ю Шепітько та ін.]. – 2018. –  С. 417-420.
- Журавель В. Криміналістика в системі наукових знань / В. А. Журавель, Й. Курумісава // Вісник Національної академії правових наук України : зб. наук пр. – 2019. – № 2. – С. 99-113.
- Журавель В. Криміналістична характеристика злочинів: проблеми формування та застосування / В. Журавель // Вісник Академії правових наук України. – 2008. – № 4. – С. 202-213.
- Журавель В. А. Легалізація (відмивання) доходів, одержаних злочинним шляхом / В. А. Журавель  //  Велика українська юридична енциклопедія : у 20 т. / Нац. акад. прав. наук України, Ін-т держави і права ім. В. М. Корецького НАН України, Нац. юрид. ун-т ім. Ярослава Мудрого; редкол.: В. Я. Тацій (голова) [та ін.]. – Харків : Право, 2016 - 2018. – Т. 20 : Криміналістика, судова експертиза, юридична психологія : 1199 ст. / [редкол.: В. Ю Шепітько та ін.]. – 2018. – С. 437-440.
- Журавель В. А. Методика криміналістична – завершальний, синтезуючий розділ науки криміналістики / В. А. Журавель  //  Велика українська юридична енциклопедія : у 20 т. / Нац. акад. прав. наук України, Ін-т держави і права ім. В. М. Корецького НАН України, Нац. юрид. ун-т ім. Ярослава Мудрого; редкол.: В. Я. Тацій (голова) [та ін.]. – Харків : Право, 2016 - 2018. – Т. 20 : Криміналістика, судова експертиза, юридична психологія : 1199 ст. / [редкол.: В. Ю Шепітько та ін.]. – 2018. – С. 476-479.
- Журавель В. Механізм злочину як категорія криміналістики / В. А. Журавель // Вісник Національної академії правових наук України : зб. наук пр. – 2020. – № 3. – С. 175-191.
- Журавель В. Міжнаукові зв'язки криміналістики / В. Журавель // Вісник Національної академії правових наук України : зб. наук пр. – 2013. – № 3. – С. 227-237.
- Журавель В. Мова криміналістики: формування понятійно-термінологічного апарату / В. Журавель // Вісник Національної академії правових наук України : зб. наук пр. – 2020. – № 1. – С. 222-240.
- Журавель В. Окрема криміналістична методика: поняття та сфера застосування / В. Журавель // Вісник Академії правових наук України : зб. наук. пр. – 2011. – № 2. – С. 202-213.
- Журавель В. Принципи формування окремих криміналістичних методик розслідування злочинів / В. Журавель // Вісник Академії правових наук України : зб. наук. пр. – 2011. – № 1. – С. 173-183.
- Журавель В. Проблеми алгоритмізації та програмування розслідування злочинів / В. Журавель // Вісник Академії правових наук України. – 2008. – № 2. – С. 191-200.
- Журавель В. Проблеми формування базової методики розслідування злочинів / В. Журавель // Вісник Академії правових наук України. – 2008. – № 1. – С. 231-241.
- Журавель В. А. Прогнозування криміналістичне – один із різновидів передбачення у сфері боротьби зі злочинністю / В. А. Журавель //  Велика українська юридична енциклопедія : у 20 т. / Нац. акад. прав. наук України, Ін-т держави і права ім. В. М. Корецького НАН України, Нац. юрид. ун-т ім. Ярослава Мудрого; редкол.: В. Я. Тацій (голова) [та ін.]. – Харків : Право, 2016 – 2018. – Т. 20 : Криміналістика, судова експертиза, юридична психологія : 1199 ст. / [редкол.: В. Ю Шепітько та ін.]. – 2018. – С. 663-666.
- Журавель В. Система криміналістики: традиційні підходи та новаторські пропозиції / В. Журавель // Вісник Національної академії правових наук України : зб. наук пр. – 2017. – № 2. – С. 130-144.
- Журавель В. А. Ситуація слідчої (розшукової) дії / В. А. Журавель, В. Ю. Шепітько // Велика українська юридична енциклопедія : у 20 т. / Нац. акад. прав. наук України, Ін-т держави і права ім. В. М. Корецького НАН України, Нац. юрид. ун-т ім. Ярослава Мудрого; редкол.: В. Я. Тацій (голова) [та ін.]. – Харків : Право, 2016 – 2018. – Т. 20 : Криміналістика, судова експертиза, юридична психологія : 1199 ст. / [редкол.: В. Ю Шепітько та ін.]. – 2018. – С. 744-745.
- Журавель В. А. Слідча профілактика: сучасний стан і шляхи вдосконалення / В. Журавель, А. Волобуєв // Вісник Академії правових наук України. – 2006. – № 1. – С. 155-164.
- Журавель В. Сучасні концепції формування окремих криміналістичних методик розслідування злочинів / В. Журавель // Вісник Академії правових наук України. – 2007. – № 2. – С. 177-186.
- Журавель В. А. Ухилення від сплати податків / В. А. Журавель  //  Велика українська юридична енциклопедія : у 20 т. / Нац. акад. прав. наук України, Ін-т держави і права ім. В. М. Корецького НАН України, Нац. юрид. ун-т ім. Ярослава Мудрого; редкол.: В. Я. Тацій (голова) [та ін.]. - Харків : Право, 2016 – 2018. – Т. 20 : Криміналістика, судова експертиза, юридична психологія : 1199 ст. / [редкол.: В. Ю Шепітько та ін.]. – 2018. – С. 839-843.
- Практикум з криміналістики : навч. посіб. для студ. ВНЗ / В. Ю. Шепітько [та ін.]; за ред. В. Ю. Шепітька. – К. : Ін Юре, 2013. – 126 с.

## Відзнаки, нагороди
- 2004 — звання «Заслужений працівник освіти України».
- 2018 — орден «За заслуги» третього ступеня.
- 2003, 2006, 2017 — лауреат премії Ярослава Мудрого Академії наук вищої школи України.
- 2015 — медаль Герберта Маннса (Herbert Manns Silver Medal).
- 2018 — орден Союзу юристів України «За заслуги» III ступеня.
- 2020 — Почесна грамота Верховної Ради України.
- 2018 — Пам'ятна відзнака до 100-річчя НАН України.